# Kirby Morrow
Kirby Robert Morrow, född 28 augusti 1973 i Jasper i Alberta, död 18 november 2020 i Vancouver i British Columbia, var en kanadensisk skådespelare, komiker och författare. Han var bland annat känd för den engelskspråkiga röstrollen som Miroku i Inu Yasha, Van Fanel i The Vision of Escaflowne, Cyclops i X-Men: Evolution, Teru Mikami i Death Note, Rey Za Burrel i Gundam SEED Destiny, Goku i Dragon Ball Z, Hot Shot i Transformers: Cybertron och Cole i Lego Ninjago: Masters of Spinjitzu. Han var också känd för sin återkommande roll som kapten Dave Kleinman, i den live action-inspelade TV-serien Stargate Atlantis.
Morrow gick bort till följd av en lång tids alkoholmissbruk den 18 november 2020, 47 år gammal. Hans aska spreds i havet, i närheten av stadsparken Stanley Park i Vancouver.